# STS-3
STS-3 var det tredje uppdraget för NASA:s rymdfärjeprogram och även den tredje uppskjutningen av den sedermera förstörda rymdfärjan Columbia. Den sköts upp från Pad 39A vid Kennedy Space Center i Florida den 22 mars 1982. Efter drygt åtta dagar i omloppsbana runt jorden återinträdde rymdfärjan i jordens atmosfär och landade vid White Sands Space Harbor i New Mexico.
Uppdraget var det första där man använde sig av en omålad bränsletank vilket ytterligare sänkte färjans startvikt.

Uppskjutningen av STS-3 22 mars 1982

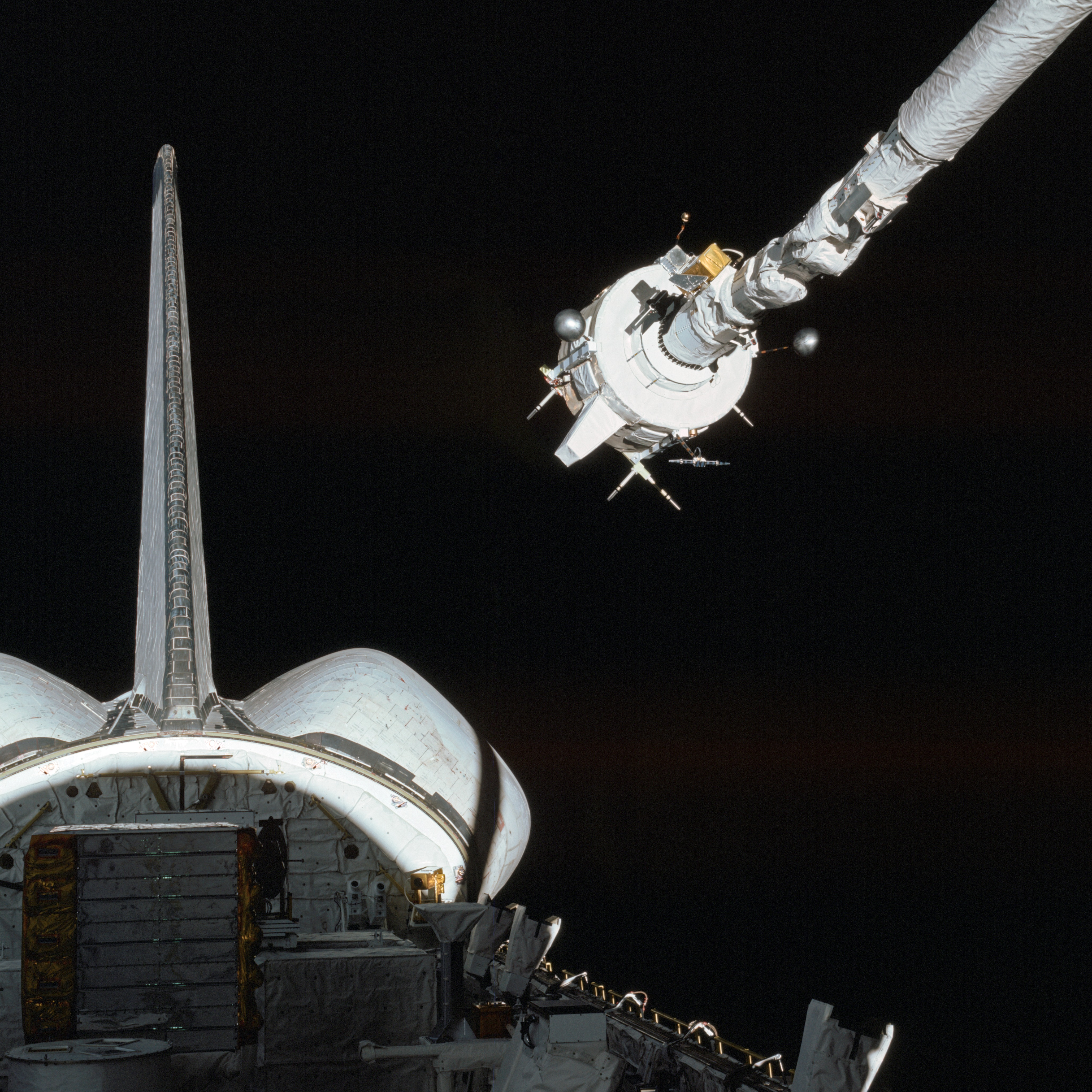
Test av Canadarm.

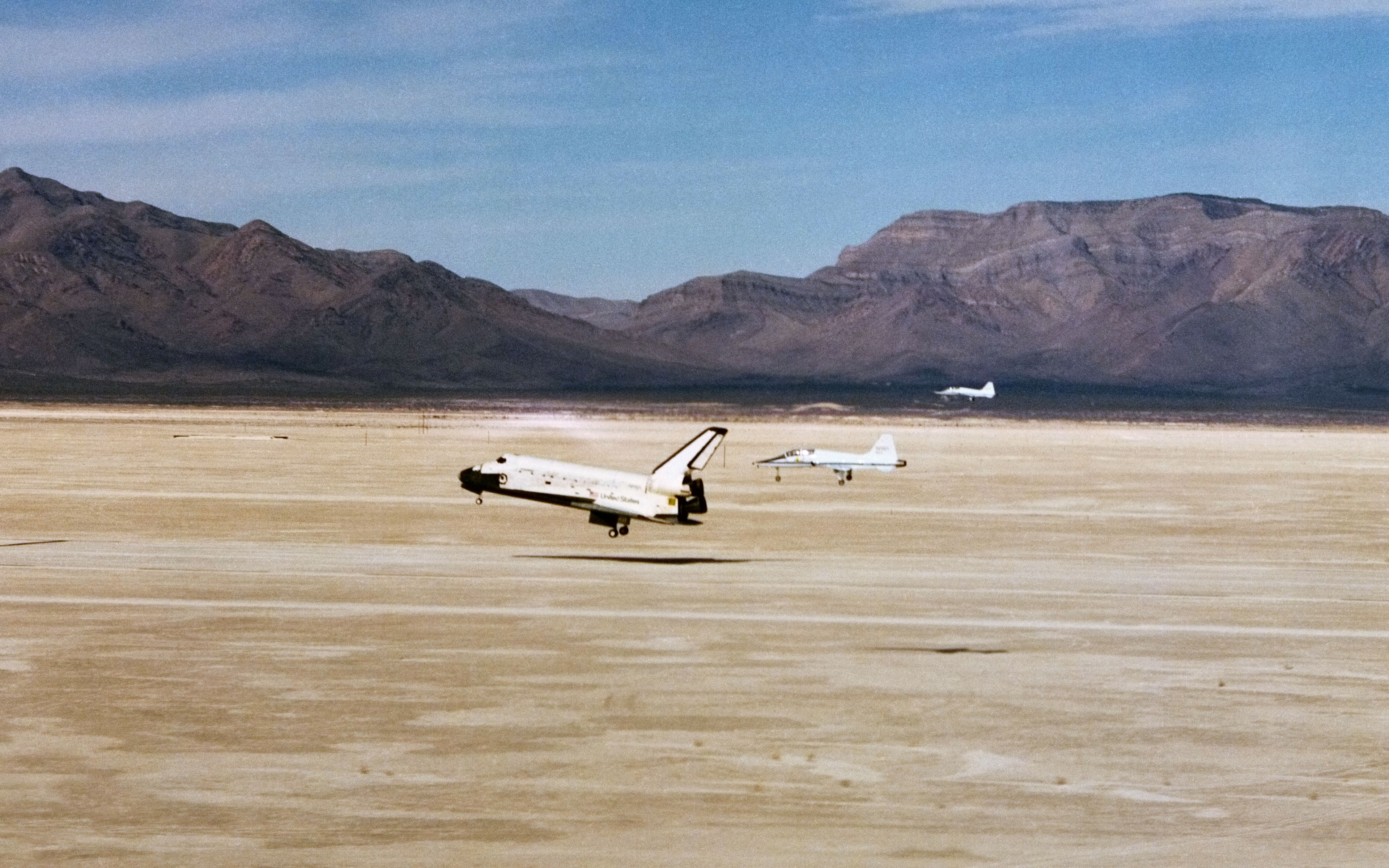
STS-3 landar vid Northrup Strip på Nasas White Sands Space Harbor, New Mexico med två T-38 jaktplan till höger i bilden.

## Uppdragets besättningar
Det här var sista gången ett uppdrag med rymdfärjan hade en reservbesättning till hela primärbesättningen. Vid kommande färder förekommer nästan enbart nyttolastspecialister som reservbesättningar.

### Primärbesättning
- Jack R. Lousma, befälhavare (2)
- C. Gordon Fullerton, pilot (1)

### Reservbesättning
- Thomas K. Mattingly
- Henry Hartsfield

## Uppdragets mål
Uppdragets främsta mål var att utföra tester med rymdfärjans robotarm (RMS), samt prova hur väl färjan klarade av värme, genom att vända stjärten, nosen och ovansidan mot det starka solljuset. Ett antal experiment (varav ett, Monodisperse Latex Reactor, användes för att skapa likformiga latexpartiklar i mikrometerstorlek) fanns under denna flygning på mellandäck.

### Nyttolaster och experiment
- OSS-1 - Office of Space Science (OSS-1) innehållande PLE, PDP, VCPE, IAE, SUSIM
  - PLE - the Plant Lignification Experiment
  - PDP - the Plasma Diagnostic Package
  - VCPE - the Vehical Charging and Potential experiment
  - IAE - the Space Shuttle Induced Atmosphere experiment
  - the Thermal Canister experiment
  - the Solar Flare X-Ray Polarimeter,
  - SUSIM - the Solar Ultraviolet Spectral Irradiance Monitor
- CMP - the Contamination Monitor Package
- FMP - the Foil Microabrasion Package
- DFI - Development Flight Instrumentation
- ACIP - Aerodynamic Coefficient Identification Package
- EEVT - Electrophoresis Equipment Verification Test
- SSIP - Shuttle Student Involvement Program

## Uppdraget
Columbia lyfte från startplatta 39A på Kennedy Space Center den 22 mars 1982, klockan 11:00 lokal tid. Tvåmannabesättningen bestående av Jack Robert Lousma och Charles Gordon Fullerton hade en timmes fördröjning av uppdraget då man hade problem relaterat till en kvävgasledning.
Inför landningen bestämde NASA för första gången att landa vid White Sands Space Harbor (då kallat Northrup Strip) i New Mexico, då vädret var för blött vid den planerade landningsplatsen Edwards Air Force Base i Kalifornien. Uppdraget förlängdes även från de planerade sju dagarna till åtta då vindförhållandena vid White Sands inte ansågs stabila nog för landning. Den 30 mars klockan 9:05 lokal tid landade Columbia som hittills enda rymdfärja vid White Sands Space Harbor. Färjan fraktades sedan tillbaka till Kennedy Space Center på bekostnad av en ökad budget för uppdraget vilket är den primära anledningen till att Nasa undviker att landa rymdfärjor vid White Sands såvida det inte verkligen är nödvändigt eftersom White Sands främst  är ett skjutfält. Uppdraget visade dock att en landning i öknen är fullt möjlig, även om farkosten skadades av den finkoriga sanden.
Uppdraget stötte även på smärre problem under dess gång, till exempel vid uppskjutningen då en reservkraftenhet registrerade en överhettning som dock inte visade sig vid landning. Besättningen upplevde även besvär med illamående och sömnstörningar. Den 6 mars förlorade man dessutom tre kommunikationslänkar.